# San Marino en los Juegos Olímpicos de Los Ángeles 1984
San Marino estuvo representado en los Juegos Olímpicos de Los Ángeles 1984 por un total de 19 deportistas, 18 hombres y una mujer, que compitieron en 7 deportes.
El portador de la bandera en la ceremonia de apertura fue el gimnasta Maurizio Zonzini. El equipo olímpico sanmarinense no obtuvo ninguna medalla en estos Juegos.